# Wokarangma
I Wokarangma sono un gruppo etnico del Brasile che ha una popolazione stimata in circa 31 individui. Parlano la lingua e sono principalmente di fede animista. Detti anche povo isolado do rio Iriri: "popolo isolato del fiume Iriri".
Vivono nello stato brasiliano di Pará, nei pressi del fiume Iriri.